# Gyapottokmányos bogár
A gyapottokmányos bogár (más néven gyapotormányos bogár, gyapotfúró bogár, gyapotevő bogár, latin neve: Anthonomus grandis, angolul boll weevil)
A gyapottokmányos bogár, ha elszaporodik, komoly mezőgazdasági kárt okoz. A feromonja, a grandizol a hatóanyaga a  Grandlure nevű keveréknek, amellyel a gyapottermést megvédik a bogártól.

## Története
Alabama államban 1910 és 1915 között olyan mértékben elszaporodott a gyapottokmányos bogár, hogy teljesen letarolta a gyapotültetvényeket. Enterprise-ban (Alabama állam) emlékművet  is állítottak a bogár pusztításának megállítása után.

## A popkultúrában
Charley Patton 1908 táján írta meg a "Mississippi Boweevil Blues" című blues-dalát, amelyet  később különféle hasonló címeken számos előadó vett lemezre, többek között Bessie Smith. Halála előtt nem sokkal, 1959-ben készült Eddie CochranThe Boll Weevil Song című felvétele.

## Képgaléria

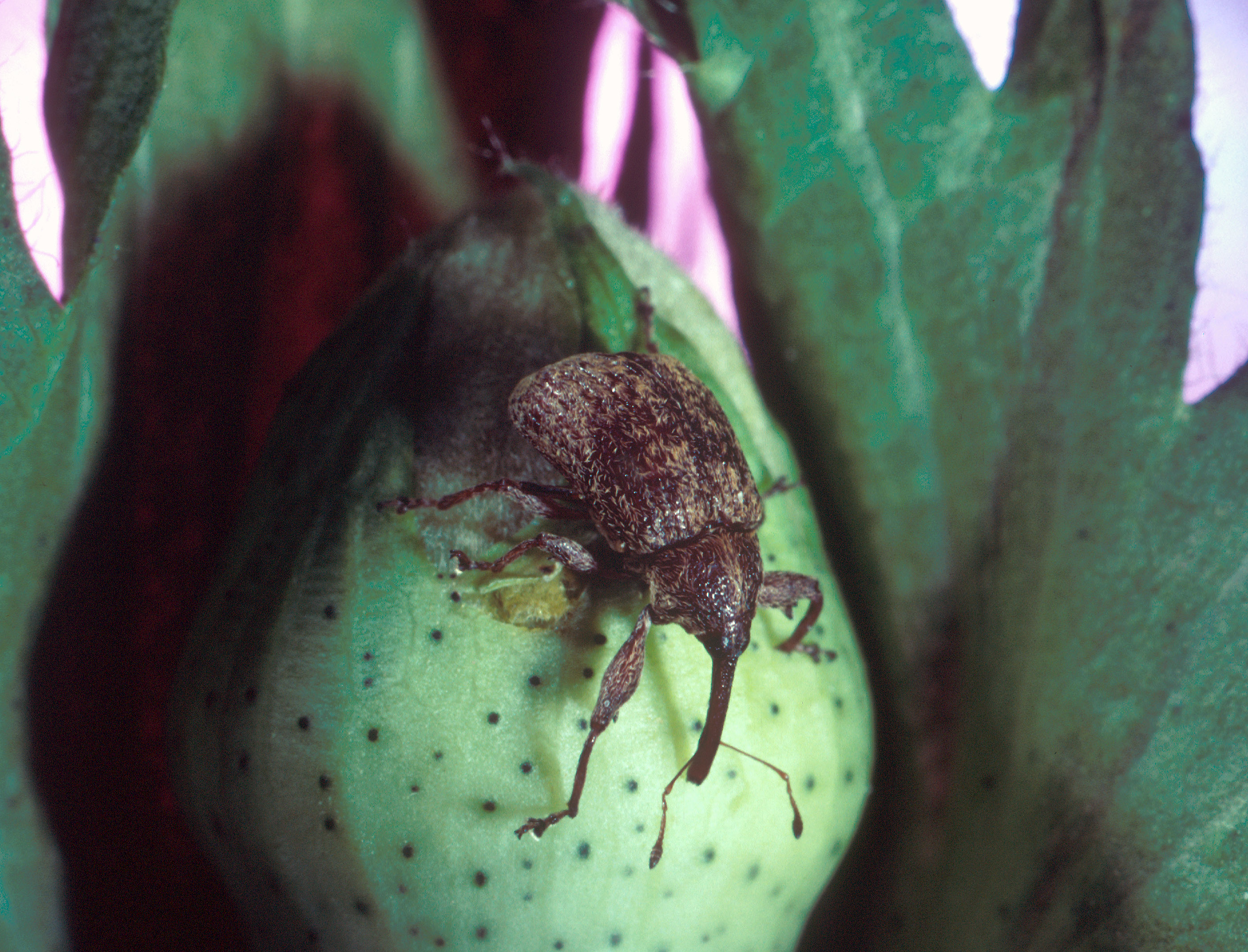
Gyapottokmányos bogár
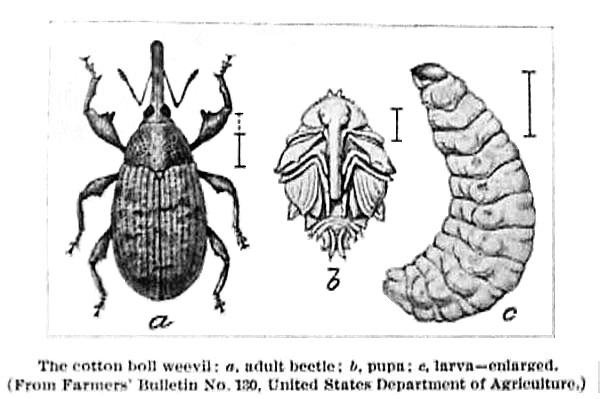
Gyapottokmányos bogár - illusztráció
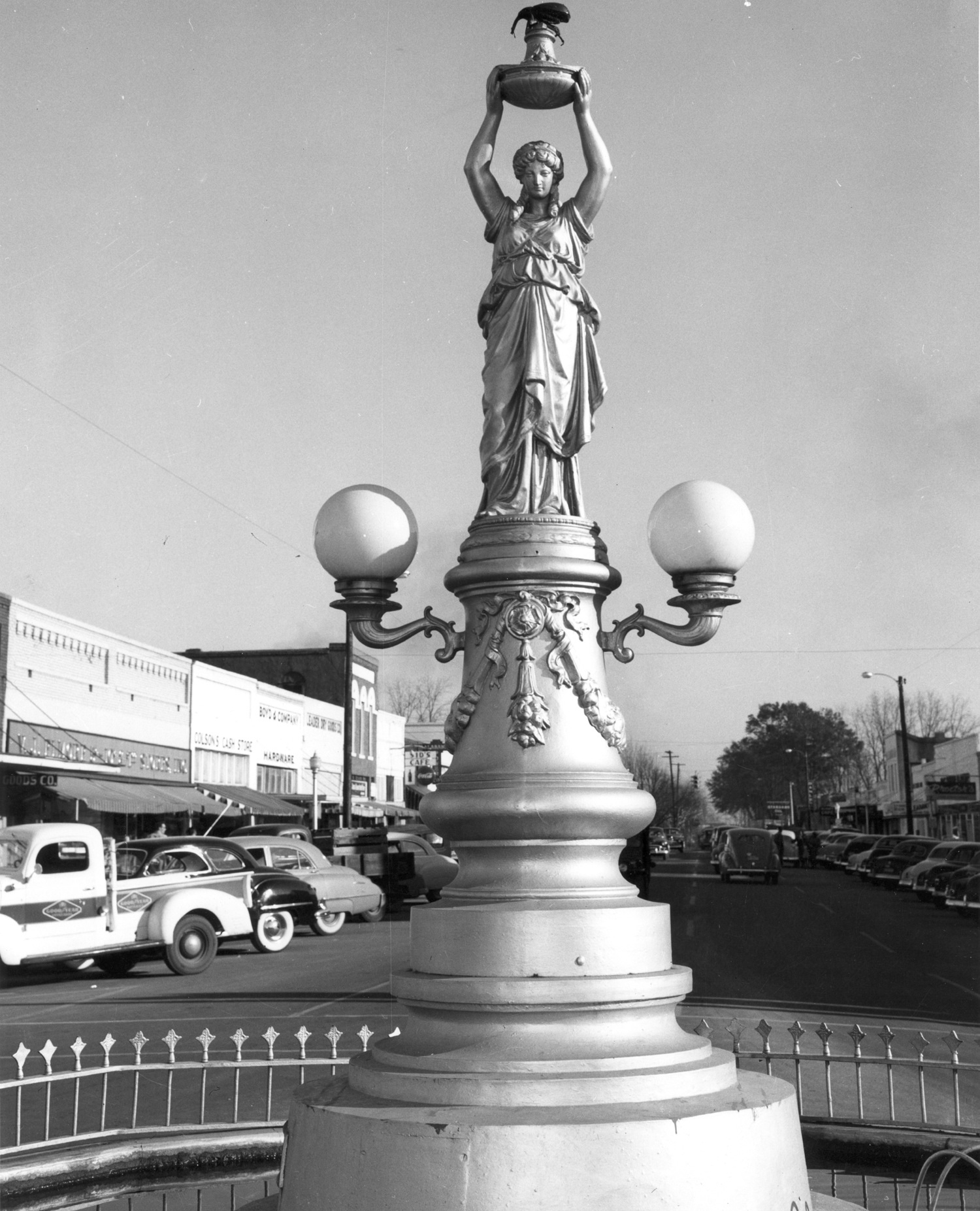
A gyapottokmányos bogár-emlékmű az alabamai Enterprise-ban